# José Antonio Pavón y Jiménez
José Antonio Pavón y Jiménez (22 de abril de 1754, Casatejada, Espanha — 1840), por vezes  José Antonio Pavón, foi um botânico e explorador espanhol .
Ficou conhecido pelos seus estudos das floras do Peru e do Chile durante a expedição ao vice-reinado do Peru sob Carlos III de Espanha, de 1777 a 1788. Durante o reinado de Carlos III, três grandes expedições botânicas foram enviadas ao Novo Mundo; Pavón e  Hipólito Ruiz López foram os botânicos da primeira destas expedições.
O gênero Pavonia, família Malvaceae, foi dedicado a ele, devido a sua admiração pelas árvores do Chile.

## Obras
Em conjunto com Hipólito Ruiz López:
- Florae peruvianae et chilensis prodromus ..., 1794
- Systema vegetabilium florae peruvianae chilensis, 1798
- Flora peruviana, et chilensis, sive descriptiones, et icones ..., 1798-1802